# Крейнсвілл (Пенсільванія)
Крейнсвілл (англ. Cranesville) — місто (англ. borough) в США, в окрузі Ері штату Пенсільванія. Населення — 570 осіб (2020).

## Географія
Крейнсвілл розташований за координатами 41°54′9″ пн. ш. 80°20′12″ зх. д. / 41.90250° пн. ш. 80.33667° зх. д. (41.902594, -80.336603).  За даними Бюро перепису населення США в 2010 році місто мало площу 2,43 км², з яких 2,42 км² — суходіл та 0,01 км² — водойми.

## Демографія
Згідно з переписом 2010 року, у селищі мешкало 638 осіб у 241 домогосподарстві у складі 181 родини. Густота населення становила 262 особи/км².  Було 252 помешкання (104/км²).
Расовий склад населення:
| - 98,0 % — білих - 0,2 % — вихідців з тихоокеанських островів |

До двох чи більше рас належало 1,9 %. Частка іспаномовних становила 0,6 % від усіх жителів.
За віковим діапазоном населення розподілялося таким чином: 27,1 % — особи молодші 18 років, 59,4 % — особи у віці 18—64 років, 13,5 % — особи у віці 65 років та старші. Медіана віку мешканця становила 37,8 року. На 100 осіб жіночої статі у селищі припадало 96,3 чоловіків;  на 100 жінок у віці від 18 років та старших — 93,8 чоловіків також старших 18 років.
Середній дохід на одне домашнє господарство  становив 62 559 доларів США (медіана — 58 214), а середній дохід на одну сім'ю — 64 989 доларів (медіана — 61 375). Медіана доходів становила 41 250 доларів для чоловіків та 30 750 доларів для жінок. За межею бідності перебувало 9,8 % осіб, у тому числі 10,4 % дітей у віці до 18 років та 21,1 % осіб у віці 65 років та старших.
Цивільне працевлаштоване населення становило 311 осіб. Основні галузі зайнятості: освіта, охорона здоров'я та соціальна допомога — 24,1 %, виробництво — 21,9 %, роздрібна торгівля — 14,8 %.